# Jean Anderson (actrice)
Pour les articles homonymes, voir Jean Anderson (homonymie) et Anderson.
Jean Anderson est une actrice britannique, née le 12 décembre 1907 à Eastbourne, Sussex de l'Est, Angleterre, et morte le 1er avril 2001 à Edenhall, Cumbria.

## Filmographie partielle

### Cinéma
- 1951 : White Corridors (en) de Pat Jackson : Sœur Gater
- 1953 : Cinq heures de terreur (Time Bomb) de Ted Tetzlaff (non créditée)
- 1953 : Street Corner de Muriel Box : Miss Haversham
- 1953 : Les Kidnappers (The Kidnappers) de Philip Leacock : Grand-mère MacKenzie
- 1957 : Sept jours de malheur (Lucky Jim) de John Boulting : Mrs. Welch
- 1957 : À main armée (Robbery Under Arms) de Jack Lee : Ma Marston
- 1957 : Miss Ba (The Barretts of Wimpole Street) de Sidney Franklin : Wilson
- 1959 : Salomon et la Reine de Saba (Solomon and Sheba) de King Vidor : Takyan
- 1959 : SOS Pacific de Guy Green : Miss Shaw
- 1962 : Les Femmes du général (Waltz of the Toreadors) de John Guillermin : Agnes
- 1964 : Les Trois Vies de Thomasina (The Three Lives of Thomasina) de Don Chaffey : Mrs. MacKenzie
- 1966 : Ma vie commence en Malaisie (A Town Like Alice) de Jack Lee : Miss Horsefall
- 1967 : Half a Sixpence de George Sidney : Lady Botting
- 1979 : Une femme disparaît (The Lady Vanishes) d'Anthony Page : La baronne

### Télévision
- 1994 : Le Prince et le Souffre-douleur (The Whipping Boy) de Syd Macartney